# Theodor Reich (Politiker)

Theodor Reich (1823–1892). Photographie von Alexander Richter, Kamenz um 1874

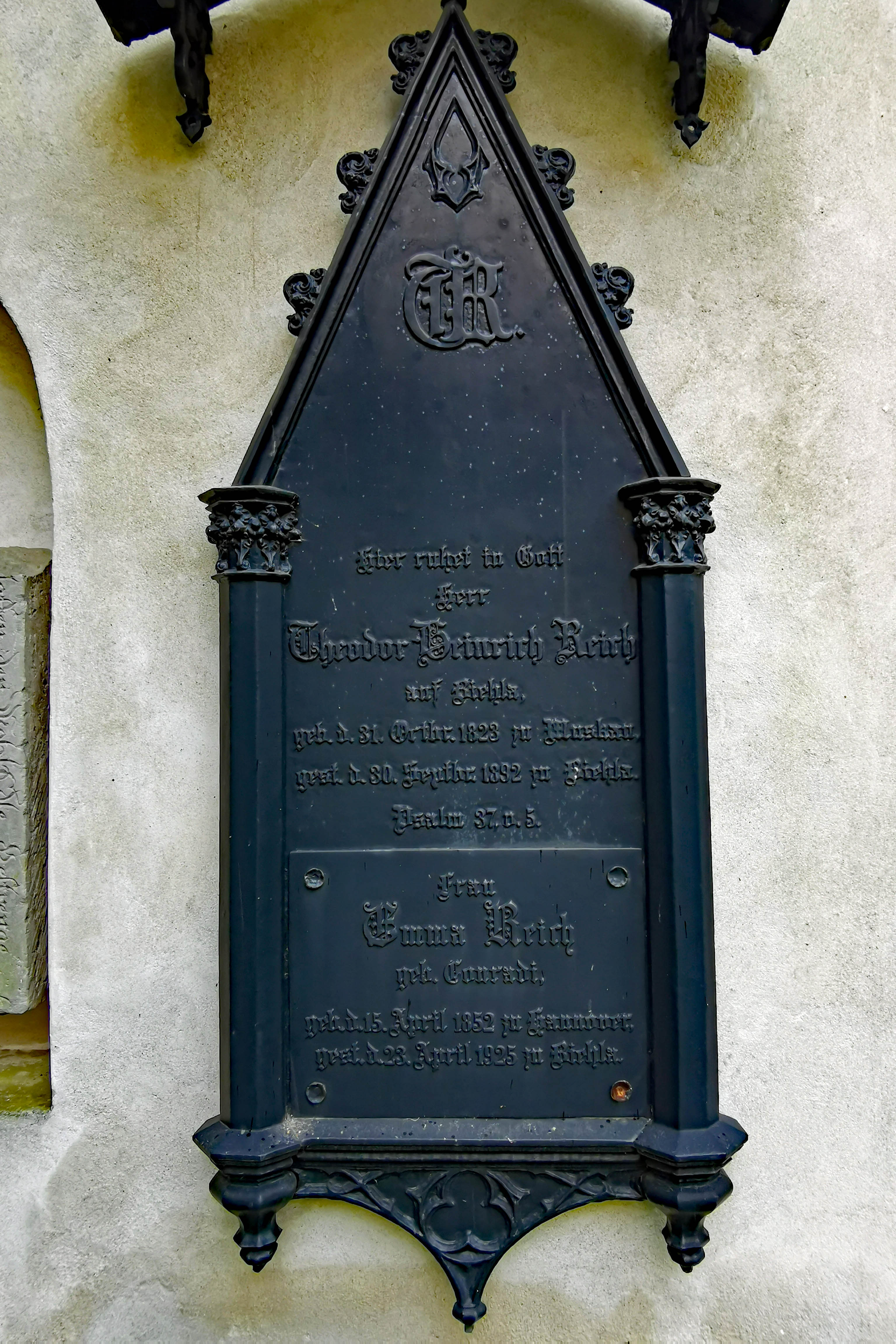
Epitaph an der St.-Marien-Kirche in Kamenz

Theodor Heinrich Reich (* 31. Oktober 1823 in Muskau; † 30. September 1892 auf Gut Biehla bei Kamenz) war ein deutscher Rittergutsbesitzer und Politiker (Deutschkonservative Partei). Er war Abgeordneter des Sächsischen Landtags und des Reichstags.

## Leben und Wirken
Nach seiner Gymnasialbildung widmete sich Reich ausgedehnten Reisen. Er war als Kaufmann in Dresden tätig. Nach dem Tod von Wolf Friedrich von Walter-Jeschki erbte er gemeinsam mit dem königlich preußischen Major Gustav Adolph von Ludewig das Rittergut Biehla zur ideellen Hälfte. 1871 bis 1873 ließ er auf den Grundmauern des alten, aus dem Jahr 1661 stammenden Herrenhauses ein neues Gebäude im Stil der italienischen Renaissance errichten.
Von 1877 bis 1890 gehörte er als Vertreter des 3. sächsischen Wahlkreises (Bautzen-Kamenz) dem Reichstag in Berlin an. Von 1881 bis 1892 gehörte er als Rittergutsbesitzer durch Königliche Ernennung der I. Kammer des Sächsischen Landtags an. 1893 wechselte er von der Deutschkonservativen Partei in die antisemitische Deutsche Reformpartei.
Des Weiteren gehörte Reich dem Kirchen- und Schulvorstand in Biehla sowie dem Kreis- und Bezirksausschuss an. Er war Direktor der Bezirks-Arbeitsanstalt in Jesau bei Kamenz.